# Juan Manuel Villa
Juan Manuel Villa (ur. 26 września 1938 w Sewilli, zm. 5 stycznia 2025 w Saragossie) – hiszpański piłkarz, występujący na pozycji pomocnika.
Z zespołem Realu Saragossa dwukrotnie zdobył Copa del Generalísimo (1964, 1966) i raz Puchar Miast Targowych (1964). W sezonie 1961/1962 znajdował się w kadrze Realu Madryt, który zdobył mistrzostwo Hiszpanii, nie wystąpił jednak w żadnym meczu ligowym.
W latach 1964 rozegrał 3 mecze w reprezentacji Hiszpanii. Był rezerwowym na Euro 1964, gdzie Hiszpania zdobyła tytuł mistrzowski.